# Lohengrin (opera)
Lohengrin – opera Richarda Wagnera, którą ukończył w 1848 roku. Premiera odbyła się 28 sierpnia 1850 roku w Deutsches Nationaltheater und Staatskapelle w Weimarze w Niemczech. W operze zawarty jest „Marsz weselny” (Treulich geführt), napisany przez Wagnera dla siostrzenicy. Jest grany na ceremoniach ślubnych (rzadziej w Europie, częściej w Stanach Zjednoczonych).

## Role
| Postać                                                                          | Rodzaj głosu  | Obsada premiery 28 sierpnia 1850 dyryg. Ferenc Liszt |
| ------------------------------------------------------------------------------- | ------------- | ---------------------------------------------------- |
| Lohengrin                                                                       | tenor         | Carl Beck                                            |
| Elza z Brabancji (Elsa von Brabant)                                             | sopran        | Rosa Agathe von Milde                                |
| Ortruda, żona Telramunda (Ortrud)                                               | mezzosopran   | Fastlinger                                           |
| Fryderyk von Telramund, hrabia z Brabancji (Friedrich von Telramund)            | baryton       | Feodor von Milde                                     |
| Henryk Ptasznik (Heinrich der Vogler)                                           | bas           | Höfer                                                |
| Herold króla                                                                    | bas           | August Pätsch                                        |
| czterech brabanckich szlachciców                                                | tenory, basy  |                                                      |
| czterech paziów (?)                                                             | soprany, alty |                                                      |
| Książę Gotfryd, brat Elzy (Herzog Gottfried)                                    | rola niema    | Hellstedt                                            |
| szlachta z Saksonii, Turyngii i Brabancji, damy dworu, paziowie, wasale, służba |               |                                                      |

## Budowa opery: 3 akty

### I

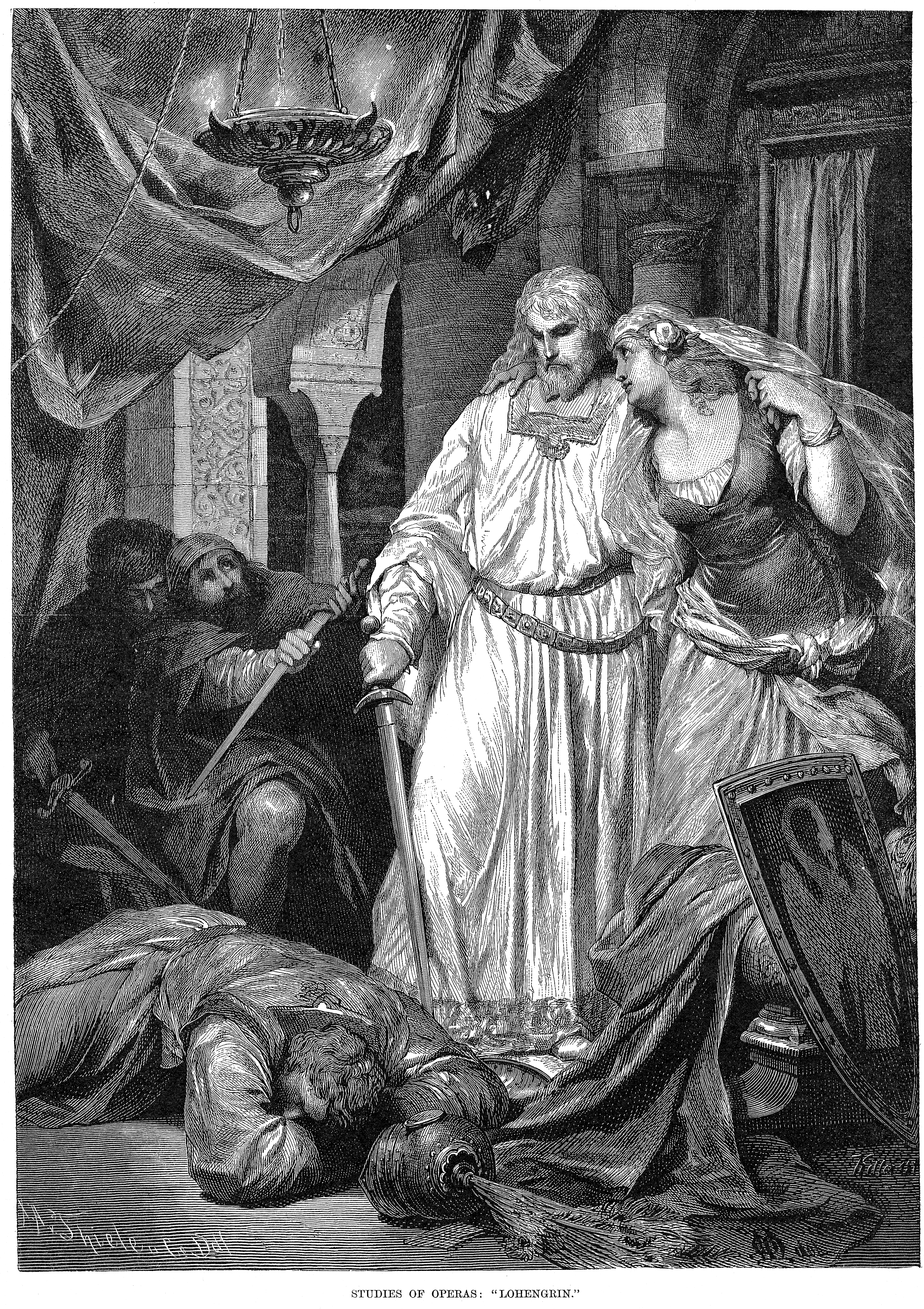
Ilustracja do opery autorstwa Arthura Thiele

Akcja utworu rozgrywa się w X w. Król Henryk Ptasznik z dynastii Ludolfingów przybywa do Brabancji w celu zebrania drużyny na wyprawę przeciwko Węgrom. Hrabia Telramund oskarża księżniczkę Elzę o zamordowanie własnego brata, Gotfryda, w celu dojścia do władzy. W odpowiedzi na zarzuty Elza opowiada sen, w którym widziała rycerza w srebrnej zbroi. Przybył on walczyć w imię jej niewinności. Telramund wyzywa na pojedynek każdego, kto chciałby wystąpić w obronie czci Elzy. Po trzecim, ostatnim wezwaniu herolda, na horyzoncie pojawia się łódź ciągnięta przez białego łabędzia. W łodzi stoi rycerz w srebrnej zbroi. Przyjmuje on wyzwanie, ale i stawia warunek: jeżeli zwycięży, Elza pojmie go za męża, nie pytając o imię. Księżniczka zgadza się. Po krótkiej walce hrabia Telramund zostaje ranny. Zostaje skazany na wygnanie z kraju, natomiast tajemniczy rycerz zostaje obwołany księciem.

### II
Na zamku trwa uczta zaręczynowa. Tymczasem Ortruda, żona wygnanego Telramunda, wkrada się podstępnie w łaski Elzy i namawia ją do poznania imienia zwycięzcy. Elza i jej narzeczony udają się do świątyni, a Ortruda i Telramund oskarżają rycerza o kontakt z siłami piekielnymi.

### III
Po uroczystości weselnej Elza pragnie poznać imię męża. Ten jednak przypomina jej słowa przysięgi. W tym czasie do komnaty wbiega hrabia Telramund z zamiarem zamordowania księcia. Po krótkiej walce Telramund pada martwy.
Król siedzi pod starym dębem i sprawuje sądy. Książę oskarża nieżyjącego Telramunda o skrytobójczy zamach, a Elzę o niedotrzymanie słowa przysięgi. Książę rozpoczyna opowieść o sobie – nazywa się Lohengrin, jest synem Parsifala, jednego z rycerzy świętego Grala – kielicha, z którego pił Chrystus w czasie Ostatniej Wieczerzy. Jeżeli Elza nie złamałaby obietnicy, mógłby on przywrócić Brabancji prawowitego władcę. Okazuje się, że Ortruda zaczarowała zaginionego brata Elzy – księcia Gotfryda w łabędzia. Łabędź znika i z wody wyłania się Gotfryd. W miejscu łabędzia ukazuje się gołąb, który uwodzi Lohengrina, a zrozpaczona Elza umiera na rękach swojego brata.